# 4-Brombrenzcatechin
4-Brombrenzcatechin ist eine chemische Verbindung, die zur Stoffgruppe der Phenole gehört. Es ist neben dem 3-Brombrenzcatechin eines der beiden stellungsisomeren Monobromderivate des Brenzcatechins (1,2-Hydroxybenzol).

## Darstellung
4-Brombrenzcatechin kann durch Bromierung von Brenzcatechin mit Pyridindibromid-Bromhydrat in Eisessig hergestellt werden.

## Analytischer Nachweis
Zum qualitativ-analytischen Nachweis entsteht bei der Bromierung mit Kaliumbromid und Brom das Tetrabromderivat, das einen Schmelzpunkt von 192 °C hat.

## Derivate
Die Methylether des 4-Brombrenzcatechins sind in untenstehender Tabelle gelistet:
| Methylether des 4-Brombrenzcatechins |                                       |                                       |                                           |                                                         |
| Namen                                | 5-Brom-2-methoxyphenol 5-Bromguajacol | 4-Brom-2-methoxyphenol 4-Bromguajacol | 4-Brom-1,2-dimethoxybenzol 4-Bromveratrol | 5-Brom-1,3-benzodioxol 4-Brom-1,2-(methylendioxy)benzol |
| Strukturformel                       | 5-Bromoguajacol                       | 4-Bromoguajacol                       | 4-Bromoveratrol                           | 4-Bromo-1,3-benzodioxole                                |
| CAS-Nummer                           | 37942-01-1                            | 7368-78-7                             | 2859-78-1                                 | 2635-13-4                                               |
| Summenformel                         | C7H7O2Br                              | C7H7O2Br                              | C8H9O2Br                                  | C7H8O2Br                                                |
| Molare Masse                         | 203,0 g·mol−1                         | 203,0 g·mol−1                         | 217,0 g·mol−1                             | 201,0 g·mol−1                                           |
| Aggregatzustand                      | fest                                  | fest                                  | fest                                      | flüssig                                                 |
| Schmelzpunkt                         | 65 °C                                 | 46 °C                                 |                                           |                                                         |
| Siedepunkt                           | 150 °C (20 mbar)                      | 181–182 °C (60 mbar)                  | 255–256 °C 157–158 °C (30 mbar)           | 226–228 °C 103–107 °C (10 mbar)                         |

Bei der Veresterung mit Essigsäureanhydrid entsteht das 4-Brombrenzcatechindiacetat, das einen Schmelzpunkt von 109 °C hat.